# メディア・コングロマリット
メディア・コングロマリット（英語: Media conglomerate）は、放送、新聞、映画、出版、インターネットなど多様なメディア・コンテンツ企業を傘下に収める巨大な複合企業・寡占企業のことである。

## 概要
本来の「コングロマリット」は、M&Aを通じてコア事業と無関係な事業を多数抱える複合企業のことを指し、基本的に「コングロマリット・ディスカウント」のように、ネガティブ・ワードとして用いられることが多い。
メディア・コングロマリットは、複数のメディアを横断して事業展開することでシナジー効果を生み出し、圧倒的な影響力と多様なコンテンツの制作と高次利用、広告収入の最大化、競争力の強化により、利潤の最大化を図る。

## 世界のメディアコングロマリット
アメリカ合衆国を本拠地とする代表的なメディア・コングロマリットは4社ある。
- コムキャスト（NBCユニバーサル）
- ウォルト・ディズニー・カンパニー
- パラマウント・スカイダンス・コーポレーション（バイアコム、CBSコーポレーション、パラマウント・グローバル、スカイダンス・メディア）
- ワーナー・ブラザース・ディスカバリー（ワーナーメディア、ディスカバリー）

これらに加えて、ソニーグループ、ヴィヴェンディ、ベルテルスマンが世界的な巨大メディア・コングロマリットとして取り扱われることがある。コムキャストの745億ドル（ただしケーブルテレビ・通信事業の売上を含む; 2015年）を筆頭に、連結売上高が100億ドル単位の巨大企業である。
この他、ジョン・マローン率いる「リバティ帝国」（マローンが筆頭株主で会長を務めるリバティメディア、リバティ・グローバルなど）、マイクロソフト（ビデオゲーム、インターネット事業など）なども巨大メディア・コングロマリットとして取り扱われることがある。
| 名称                                         | メディア・ムガル         | 売上高 （2022年度）             | 映画・映像制作                                                                                   | 放送 | 新聞・出版                                                       | 音楽                                                             | インターネット                                                             | ビデオゲーム                                               | 電気通信                               | テーマパーク、スポーツ等 |
| -------------------------------------------- | ------------------------ | ------------------------------- | ------------------------------------------------------------------------------------------------ | --- | ---------------------------------------------------------------- | ---------------------------------------------------------------- | -------------------------------------------------------------------------- | ---------------------------------------------------------- | -------------------------------------- | --- |
| コムキャスト （NBCユニバーサル）             | ブライアン・L・ロバーツ  | 1,214億ドル（コムキャスト連結） | ユニバーサル・ピクチャーズ、ドリームワークス・アニメーション、イルミネーション                   | コムキャスト、Skyグループ、NBC、Telemundo、USAネットワーク、CNBC、MSNBC、Golf Channel、E!                                                      |                                                                  |                                                                  | Peacock、ファンダンゴ・メディア                                            |                                                            | Xfinity                                | フィラデルフィア・セブンティシクサーズ、フィラデルフィア・フライヤーズ、ユニバーサル・デスティネーションズ&エクスペリエンシズ（ハリウッド・オーランド・ジャパン・シンガポール・北京） |
| ソニーグループ                               |                          | 898.4億米ドル                   | ソニー・ピクチャーズ、ソニー・ピクチャーズ テレビジョン、アニプレックス、PlayStation Productions | Culver Max Entertainment（Sony Pictures Networks）、Get、Sony Movie Channel、Sony Cine Channel、Game Show Network、AXN、Sony Channel、エムオン |                                                                  | ソニー・ミュージックエンタテインメント、Sony Music Entertainment | Crunchyroll                                                                | ソニー・インタラクティブエンタテインメント                 | ソニーネットワークコミュニケーションズ | コロンビア・ピクチャーズ・アクアバース |
| ウォルト・ディズニー・カンパニー             |                          | 825億ドル                       | ウォルト・ディズニー・モーション・ピクチャーズ・グループ                                         | ABC、ESPN、ディズニーチャンネル、STAR | マーベル・コミック、ディズニー・パブリッシング・ワールドワイド   | ディズニー・ミュージック・グループ                               | ESPN3、hulu、Disney+、マーベル・アンリミテッド                             | ディズニー・インタラクティブ                               |                                        | ディズニー・エクスペリエンス（アナハイム・フロリダ・東京・パリ・香港・上海）、ディズニー・クルーズ・ライン、ディズニー・バケーション・クラブ                                          |
| ワーナー・ブラザース・ディスカバリー         |                          | 338億ドル                       | ワーナー・ブラザース                                                                             | TBS、CNN、TNT、HBO、CW、ディレクTV、ディスカバリー（ディスカバリーチャンネル、アニマルプラネット、TLC、フード・ネットワーク等）                | DCコミックス                                                     |                                                                  | HBO Max、Discovery+、DC Universe Infinite                                  | ワーナー・ブラザース・インタラクティブ・エンターテイメント |                                        | ワーナーブラザース スタジオツアー（ハリウッド・ロンドン・東京） |
| パラマウント・スカイダンス・コーポレーション | シャーリ・レッドストーン | 301億ドル                       | パラマウント・ピクチャーズ、スカイダンス・メディア                                               | MTV、ニコロデオン、BET、CBS、CW（50%）、Showtime                                                                                               |                                                                  | Paramount Music                                                  | Paramount+、Pluto TV、Last.fm                                              |                                                            |                                        | ニッケルオデオン・スイーツ・リゾート・オーランド |
| Amazon.com                                   |                          |                                 | Amazon MGMスタジオ、メトロ・ゴールドウィン・メイヤー                                             | MGM+ | アマゾン・パブリッシング、Kindle ダイレクト・パブリッシング      |                                                                  | Amazon Prime Video、Amazon Freevee、Amazon Music、ComiXology、Twitch、IMDb | Amazon Games                                               |                                        | |
| アクセス・インダストリーズ                   |                          |                                 | Access Entertainment                                                                             | |                                                                  | ワーナー・ミュージック・グループ                                 | DAZN、Deezer                                                               |                                                            |                                        | |
| ヴィヴェンディ                               |                          | 95億ユーロ                      | スタジオカナル                                                                                   | Canal+、M7 Group | アシェット・リーブル、アシェット・ブック・グループ、Prisma Media |                                                                  | Dailymotion                                                                | ゲームロフト                                               | Group Vivendi Africa                   | L'Olympia |
| ベルテルスマン                               |                          | 202億ユーロ                     | UFA                                                                                              | RTLグループ | ランダムハウス                                                   | BMG Rights Management                                            | Videoland.                                                                 |                                                            |                                        | |

## 日本のメディアコングロマリット
日本では、フジサンケイグループ及びフジ・メディア・ホールディングスがメディア・コングロマリットと自己定義している。フジ・メディア・ホールディングスはフジサンケイグループを統括する持株会社であり、2023年3月期の連結売上高は5,356億円（都市開発・観光事業の売上高約1,088億円を含む）。
その他の日本のマスメディアもクロスオーナーシップによって、メディアグループを形成している（日本テレビホールディングス、読売テレビ放送を関連会社化している読売新聞グループ本社など）。この他、ドワンゴと経営統合したKADOKAWAも放送メディアを所有していないものの、サブカルチャー・エンターテイメント分野に特化したメディア・コングロマリットと見なされる事もある。
なお、毎日新聞グループホールディングスは新聞事業が事業の大半を占めていること、日本放送協会（NHK）も放送事業が事業の大半を占めていること及び放送法に基づく公共放送という位置付けから、メディア・コングロマリットとはいえない。
| 名称                                                      | メディア・ムガル | 売上高 （2022年度）      | 映画・映像制作 | 放送 | 新聞・出版                                                                           | 音楽                                                                    | デジタルサービス                                                     | ゲーム                                         | テーマパーク、スポーツ等 |
| --------------------------------------------------------- | ---------------- | ------------------------ | --- | --- | ------------------------------------------------------------------------------------ | ----------------------------------------------------------------------- | -------------------------------------------------------------------- | ---------------------------------------------- | --- |
| フジサンケイグループ （フジ・メディア・ホールディングス） |                  | 5,356億円（FMH連結）     | フジテレビジョン（フジテレビムービー）、共同テレビジョン、フジ・メディア・テクノロジー、デイヴィッドプロダクション、ポニーキャニオン                                      | フジテレビジョン、BSフジ、サテライト・サービス、ニッポン放送、文化放送、ラジオ大阪、 | 産業経済新聞社（産経新聞、サンケイスポーツ、夕刊フジなど）、扶桑社、ポニーキャニオン | ポニーキャニオン 、フジパシフィックミュージック、Fuji Music Group, Inc. | FOD、FNNプライムオンライン、めざましmedia、産経電子版、産経ニュース  | Fuji Culture X、産経デジタル、ポニーキャニオン | お台場、東京ヤクルトスワローズ、グランビスタ ホテル&リゾート（鴨川シーワールド、神戸須磨シーワールドなど）、彫刻の森美術館、美ヶ原高原美術館 |
| 読売新聞グループ本社 （旧・読売新聞社）                   | 山口寿一         | 2,720億円（基幹7社合算） | 日本テレビ（映画部門）、日テレアックスオン、マッドハウス、タツノコプロ、スタジオジブリ、日活                                                                              | 日本テレビホールディングス（日本テレビ放送網、BS日本、CS日本、ラジオ日本）、読売中京FSホールディングス（札幌テレビ放送、中京テレビ放送、読売テレビ放送、福岡放送）、                                           | 讀賣新聞、スポーツ報知、中央公論新社、福島民友                                       | バップ、日本テレビ音楽、YTE                                             | hulu、日テレNEWS NNN                                                 |                                                | よみうりランド、読売ジャイアンツ、東京ドーム、アンパンマンこどもミュージアム、ジブリパーク                                                   |
| 中日新聞グループ                                          | 大島宇一郎       | 1,076億円                | 東海テレビ放送、中日映画社 | 東海ラジオ放送、東海テレビ放送、中部日本放送（CBCテレビ、CBCラジオ）、テレビ愛知 | 中日新聞、東京新聞、中日スポーツ、東京中日スポーツ、日刊県民福井、北陸中日新聞       | 東海パック、CBCクリエイション                                           | 中日新聞電子版、東京新聞電子版、東京中日スポーツ電子版、中日BIZナビ  |                                                | 中日ドラゴンズ、ナゴヤドーム、ジブリパーク                                                                                                   |
| 日本経済新聞社                                            |                  | 3,584億円                | テレビ東京（映画部門） | テレビ東京ホールディングス（テレビ東京、BSテレ東、インタラクティーヴィ、アニメシアターX）、日経CNBC、ラジオNIKKEI                                                                                              | 日本経済新聞、フィナンシャル・タイムズ、日経BP、日経サイエンス                       | テレビ東京ミュージック                                                  | テレビ東京オンデマンド、QUICK                                        |                                                | |
| （参考） 朝日新聞社                                       |                  | 2,670億円                | tv asahi movie、テレビ朝日映像、シンエイ動画、ABCアニメーション（SILVER LINK.、CGCGスタジオ）、ディー・エル・イー、東映（東映アニメーション、東映チャンネル、東映ビデオ） | テレビ朝日ホールディングス（24.83%; テレビ朝日、BS朝日、シーエス・ワンテン）、朝日放送グループホールディングス（14.88%; 朝日放送テレビ、朝日放送ラジオ、スカイA）、KBCグループホールディングス（九州朝日放送） | 朝日新聞、日刊スポーツ、朝日新聞出版、ニュートンプレス、ABCアーク                    | テレビ朝日ミュージック、ABCフロンティア                                 | 朝日新聞、朝日インタラクティブ、BuzzFeed Japan、ABEMA（40%）、TELASA |                                                | |
| （参考） TBSホールディングス                              |                  |                          | TBS PICTURES、TBSスパークル、TBSアクト、THE SEVEN、Seven Arcs | TBSテレビ、TBSラジオ、BS-TBS、CS-TBS |                                                                                      | 日音                                                                    | TBS NEWS DIG Powered by JNN、マンガボックス、U-NEXT（20%）           | TBS GAMES                                      | 赤坂サカス |
| （参考）KADOKAWA                                          |                  | 2,554億円                | KADOKAWA、ENGI | | KADOKAWA                                                                             | KADOKAWA、U&R records                                                   | ニコニコ、ドワンゴジェイピー、ムビチケ、BOOK☆WALKER、dアニメストア   | フロム・ソフトウェア、スパイク・チュンソフト   | ところざわサクラタウン |
| （参考） 阪急阪神東宝グループ                             | 松岡宏泰         | 1兆8,402億円（合算値）   | 東宝、TOHO animation STUDIO、阪神コンテンツリンク（Tigers-ai、Billboard JAPAN）                                                                                           | 関西テレビ放送、日本映画放送、宝塚スカイステージ | 宝塚クリエイティブアーツ、阪急阪神マーケティングソリューションズ                     | メディアプルポ、東宝ミュージック                                        | 阪神コンテンツリンク（Tigers-ai）                                    |                                                | 宝塚歌劇団、東宝演劇部、TOHOシネマズ、阪神タイガース、阪神甲子園球場                                                                         |

## 歴史

### 英米におけるメディア・コングロマリットの形成
1980年代、衛星放送やCATVが実用化され、ニューメディアとして注目された。アメリカのレーガン政権やイギリスのサッチャー政権は規制緩和と市場開放を行って、メディアを再編した。
イギリスではロバート・マクスウェルやルパート・マードックが新聞の買収闘争を展開。マードック率いるニューズ・コーポレーションはザ・サン、ニューズ・オブ・ザ・ワールド、タイムズなどを傘下に収め、80年代後半には衛星放送事業へ進出する（Sky Television、BSkyB。現在のスカイグループ）。
アメリカでは、多チャンネル化時代を迎えたことを踏まえ、1987年にレーガン政権が放送の公平原則（フェアネス・ドクトリン）を撤廃、党派性の強い放送が可能となった。1985年にニューズ・コーポレーションが多数の放送局を有するメトロ・メディアを、1987年に20世紀フォックスを立て続けに買収し、第4のテレビネットワークであるFOXネットワークを旗揚げする。多チャンネル時代に最適化したビジネスを積極展開する。1990年に出版大手のタイム社とワーナー・ブラザースを有するワーナー・コミュニケーションズの経営統合によりタイム・ワーナーが誕生。1995年にウォルト・ディズニー社がキャピタルシティーズABCを買収。1996年にタイム・ワーナーがCNNなどを有するターナー・ブロードキャスティング・システムと経営統合。1999年にパラマウント映画を傘下に有するバイアコムがCBSを買収する。これらの資本的再編により、多数のメディア・コングロマリットが形成された。
2000年にはネット大手AOLがタイム・ワーナーを買収、AOLタイム・ワーナーが誕生する。直後にITバブルが崩壊、タイム・ワーナーの社名が復活した。2009年には旧AOL部門のスピンオフを実施する。2004年にゼネラル・エレクトリック（GE）傘下のNBCとヴィヴェンディ傘下のヴィヴェンディ・ユニバーサル・エンタテインメントが合併、NBCユニバーサルが誕生。2007年にはマードック率いるニューズ・コーポレーションがウォールストリートジャーナルなどを有するダウ・ジョーンズを買収した。2009年にケーブル通信大手のコムキャストがNBCユニバーサルの一部持分を取得、2013年には完全子会社化した。

### 日本における民放の誕生と新聞社
日本では、1951年4月21日に国内初の民間放送としてラジオ16社へ予備免許が交付。同年9月1日に中部日本放送（現・CBCラジオ）と新日本放送（現・MBSラジオ）がラジオ放送を開始する。2年後の1953年、NHK「東京テレビジョン」（JOAK-TV）の放送開始に続き、日本テレビ放送網が本邦初の民間テレビ局として開局した。中部日本放送は中日新聞社を核に在名財界各社が、新日本放送は毎日新聞社、京阪神急行電鉄、日本電気の3社を軸に関西財界が、日本テレビは正力松太郎の主導の下で読売新聞社、朝日新聞社、毎日新聞社の3社が中心となりそれぞれ設立された。以降、1950年代、60年代にかけて、全国で全国紙・地方紙が旗振り役となり、民間ラジオ、民間テレビが相次いで開局していった。1970年代に当時郵政大臣だった田中角栄が主導して、放送局ー新聞社の資本及び放送系列を整理（腸ねん転）。日本テレビ系列は読売新聞社、TBS系列は毎日新聞社、フジテレビ系列はサンケイ新聞社、NETテレビ系列（現：テレビ朝日）は朝日新聞社、東京12チャンネル系列（現：テレビ東京）は日本経済新聞社と、現在の放送ネットワークの大枠が確立した。元フジテレビジョン常務取締役の境政郎は、フジサンケイグループを除く日本のメディア企業について「それぞれ経緯に違いがあるものの、新聞資本が親の立場になって、育成されてきた点では、軌を一にしている」と述べている。

### フジテレビジョンの開局とフジサンケイグループの結成
1957年11月18日、財界が設立と再建に深く関わったニッポン放送と文化放送の2社が中心となり、東宝、松竹、大映の映画3社が出資して「株式会社富士テレビジョン」（1958年12月1日に商号を「株式会社フジテレビジョン」に変更、現：フジ・メディア・ホールディングス）が設立された。1958年8月、財界の要請によりフジテレビ社長の水野成夫が経営危機に陥っていた産経新聞社の社長に就任する。以降、フジテレビ、ニッポン放送、文化放送、産経新聞社の4社による連携体制がスタートした。
1967年12月、フジテレビジョン（現：フジ・メディア・ホールディングス）、サンケイ新聞社、ニッポン放送、文化放送が中心となりフジサンケイグループを結成した。翌1968年、グループの実権を掌握した鹿内信隆がフジサンケイグループ会議を創設、議長（最高経営責任者に相当）に就任した。グループ各社の財務経理、総務、人事等コーポレート機能の積極的連携を推進するなど、当時からメディア・コングロマリット化を志向していた。フジサンケイグループを除く日本のメディア企業は、電波政策上の連携（いわゆる波取り）や人事面での交流、イベント等の共同企画、ゆるやかな資本的関係はあるが、あくまで個々が独立した企業体であるのが特徴である。
1992年7月21日、フジサンケイグループの三代議長である鹿内宏明が、当時フジテレビ社長だった日枝久の主導で産経新聞社の代表取締役会長職を解任される。翌22日にフジテレビ、ニッポン放送の代表取締役会長とフジサンケイグループの議長職を辞任した。以降しばらくの間、フジテレビを中心とする緩やかなグループ運営が行われた。

### マードック・ソフトバンク孫正義陣営によるテレビ朝日買収騒動と衛星放送の開始
1996年6月、ルパート・マードック率いるニューズ・コーポレーション、孫正義率いるソフトバンクは、デジタル衛星放送事業「JSkyB」プロジェクトを発表した。これに前後して開局以来全国朝日放送（テレビ朝日）の主要株主の地位（発行済株式総数の21.4％を保有）にあった旺文社が、経営陣及び他の主要株主に無断で全持分を売却、突如としてニューズ・コープとソフトバンクが折半出資する「ソフトバンク・ニューズ・コープ・メディア株式会社」（旧：旺文社メディア）を通じて主要株主に躍り出た。マードック・孫陣営は役員派遣等による経営参画を試みるも、テレビ朝日と主要株主の朝日新聞社や東映が猛反発。翌1997年3月、朝日新聞社によるJVの全株式取得で決着する。同年5月、JSkyBのイコールパートナーにフジテレビとソニーが加わった。1998年の放送開始に先立ち、ジェイ・スカイ・ビー株式会社（代表取締役会長：ルパート・マードック、代表取締役社長：孫正義）は、パーフェクTV!を運営する日本デジタル放送サービス株式会社と対等合併した。幾度の再編を経て、国内の衛星通信事業はスカパーJSATホールディングスに集約された。2000年にはBSデジタル放送が開始し、WOWOW、スカパーJSATともに事業成長したものの、日本が多チャンネル時代を迎えることはなかった。

### フジサンケイグループの再編とライブドア、そして認定放送持株会社の誕生
2005年1月17日、日枝久会長兼CEO（当時）率いるフジテレビジョンはフジサンケイグループの再編を目的として、ニッポン放送に対する株式公開買付（1株5,950円）を発表した。その最中に突如として堀江貴文率いるライブドアが東京証券取引所のToSTNeT-1を利用した時間外取引によりニッポン放送株式の35%を取得。法廷闘争や北尾吉孝率いるソフトバンク・インベストメント（現・SBIホールディングス）のホワイトナイト参画を経て、フジテレビ、ライブドア、ニッポン放送の三者は和解。フジテレビはニッポン放送を完全子会社化、フジサンケイグループの事業持株会社となった。
2006年、小泉政権において通信・放送の在り方に関する懇談会（通称「竹中懇」）が開かれた。メディア・コングロマリット化の推進やそのためのマスメディア集中排除原則の緩和が議論され、2007年に放送持株会社が認められた。2008年にフジテレビジョンが日本初の認定放送持株会社に移行、フジ・メディア・ホールディングスが誕生した。翌2009年には楽天からの買収防衛を目的としてTBSが持株会社体制へ移行した。2014年までにすべての在京キー局は認定放送持株会社へ移行した。
認定放送持株会社体制への移行を前にした日枝久会長兼CEOは「メディア・コングロマリットって、要するにワンソース、マルチユースを徹底する組織でしょう。編成局長の頃からやりたいと思っていました」と語り、発足後のコーポレートサイトでは「わが国を代表する『メディア・コングロマリット』の形成を目指してまいります」と宣言。2008年10月1日のフジ・メディア・ホールディングス発足以降、同社はグループ経営を強力に推進している。加えて関西テレビ放送の持分法適用会社化や仙台放送の連結子会社化など、フジネットワーク系列局の再編と経営基盤の強化にも取り組んでいる。メディア・コンテンツ事業以外でもサンケイビルの完全子会社化やグランビスタホテル&リゾート（旧三井観光開発）の買収など、強固なポートフォリオの構築と事業領域の拡大を図っている。

### FANGAMの台頭と米メディア・コングロマリットの大型再編
2010年代、米国ではデジタル端末の普及やネットフリックスをはじめとする配信サービスの台頭により、ケーブルテレビ市場が急速に衰退（いわゆるコードカットの進行）。新聞社、出版社も経営危機に直面した。既存メディア各社は再編を迫られた。
2013年4月、タイム・ワーナーは傘下のタイム社を売却。2018年には通信大手AT&Tがタイム・ワーナーを買収、ワーナー・メディアに社名変更する。AT&Tは「通信とメディアの融合」を目指して買収を進めてきたが、財務が悪化。再びワーナー・メディアをスピンオフ、ディスカバリー社との経営統合によりワーナー・ブラザース・ディスカバリーが誕生した。
2013年6月に旧ニューズ・コーポレーションがスピンオフを実施、エンターテインメントを中心とする21世紀フォックス（21CF）、新聞出版事業と豪州ケーブルテレビ事業で構成される新生ニューズ・コーポレーションが発足した。21CFはマードックの次男ジェームズ・マードックCEOの下、積極的な事業展開を行っていたが、2019年に事業の大半をウォルト・ディズニー・カンパニーに売却。21CFの非売却資産はスピンオフされ、FOXエンターテインメント（地上波ネットワーク）、FOXニュース、FOXスポーツ、FOXTVステーションズ（地上波テレビ局）から成るFOXコーポレーションが誕生した。なお、従前より21CFは39.1%を保有するスカイ（Sky PLC、当時ロンドン証券取引所に上場）の完全子会社化を目指していたが、同業他社コムキャストとの入札競争に敗れた。全持分をコムキャストに売却、スカイ（現スカイ・グループ）は同社の完全子会社となった。
2019年12月4日、サムナー家率いるナショナル・アミューズメンツ傘下のCBSコーポレーション、バイアコムが経営統合、バイアコムCBSが発足した。2022年には商号をパラマウント・グローバルへ変更した。
2020年4月20日、FOXコーポレーションがOTT・AVODプラットフォーム「Tubi」の買収を完了した。
2023年9月、ルパート・マードックが引退を表明。同年11月の株主総会をもってニューズ・コーポレーションの会長職、FOXコーポレーションの共同会長職を退任、両者の名誉会長に就任し、長男のラクラン・マードックが両社の単独会長に就任した。
2023年12月、ワーナー・ブラザース・ディスカバリーとパラマウント・グローバルの合併交渉が水面下で行われていることがアメリカの複数のメディアから報じられた。その後、ソニーグループを巻き込んだ買収合戦を経て、パラマウントはスカイダンス・メディアとの合併を選択。2025年8月7日にパラマウント・スカイダンス・コーポレーションが誕生した。
2024年11月、コムキャストは定額制動画配信サービスなどとの競争激化に伴い、2025年後半を目処にNBCユニバーサルからケーブルテレビ部門を「Versant」として分社化（スピンオフ）することを発表。ワーナー・ブラザース・ディスカバリーも2026年中期までにケーブルテレビ部門を分社化する予定であることを2025年6月に発表している。

## 規制
一部で同一地域でのクロスオーナーシップやコンテンツの製作と発信の垂直統合を禁止・制限すべきとの主張もあるが、日本も含め世界的には、伝送路の多様化を踏まえて規制緩和の傾向にある。